# 沙面露德圣母堂

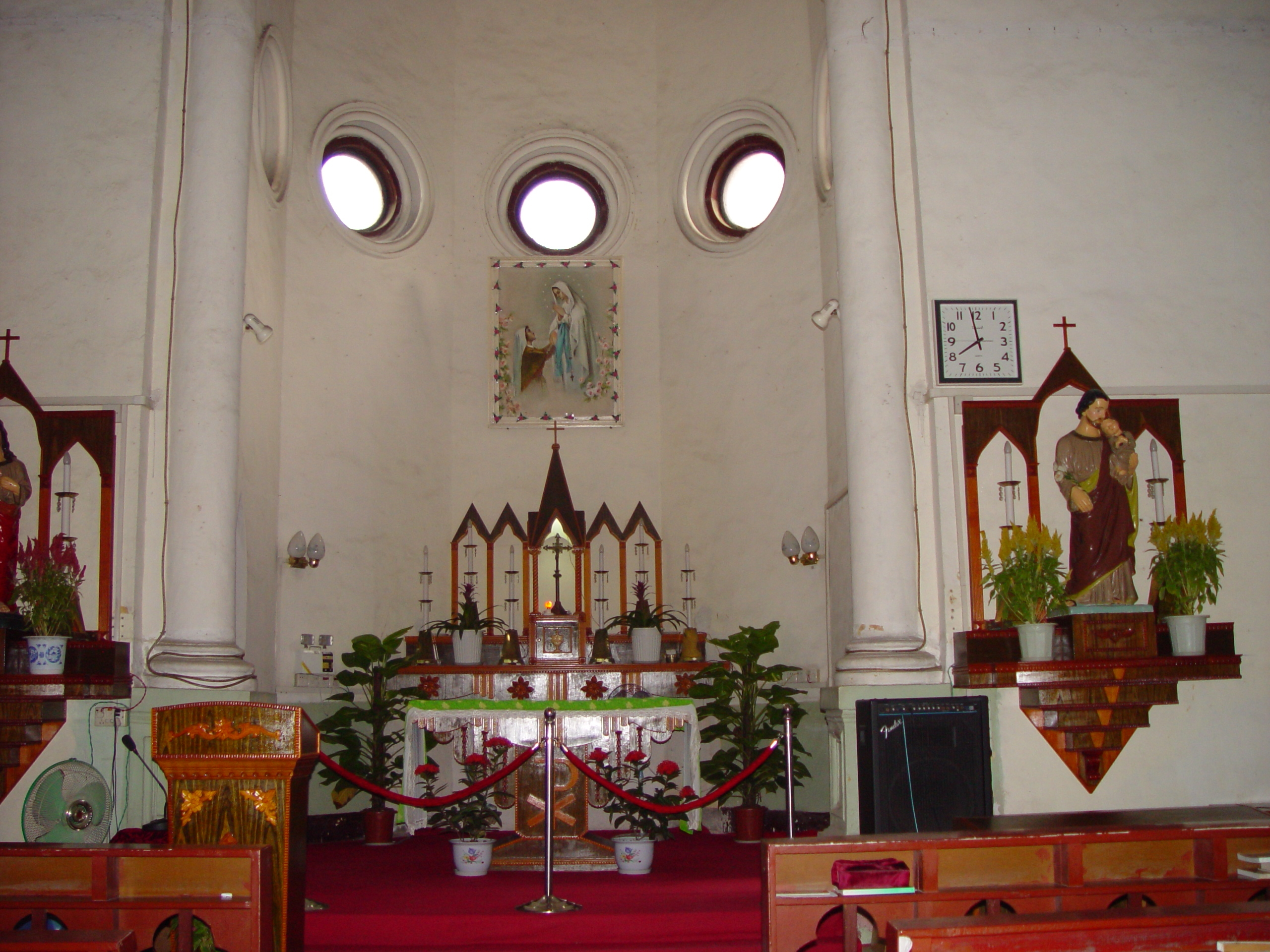
露德聖母堂内

沙面露德圣母堂（法語：Chapelle Notre-Dame de Lourdes）是位于中国广州市荔湾区沙面岛上的一座小型天主教堂。

## 历史
该教堂建于1889年，占地面积839.75平方米，奉露德圣母为主保，入口处仿哥特式，南边建筑一座圣母山，安放露德圣母像。教堂位于面积仅有66亩的法租界内，在当时广州的法国教徒请求下，法国外交部将该地块免费提供给教会用于兴建教堂和教士的寓所，教堂主要为法国领事馆的职员和在穗法国侨民服务。文化大革命期间，宗教活动被迫中止，1982年12月8日教堂经维修后重开，2010年亚运会前夕按原状修葺。